# Otilio Arellano
Otilio Arellano (Manilla, 9 februari 1916 - San Juan, 31 mei 1981) was een Filipijns architect.

## Biografie
Otilio Arellano werd geboren op 9 februari 1916 in de Filipijnse hoofdstad Manilla. Zijn ouders waren Amalia Ocampo en architect Arcadio Arellano. Arellano studeerde architectuur aan het Mapua Institute of Technology en behaalde daar in 1940 zijn Bachelor of Science-diploma. Na zijn afstuderen was hij werkzaam als architect.
Arellano's ontwerpen waren modernistisch van aard en hij was een van de eerste naoorlogse architecten in zijn vaderland die zich liet inspireren door Filipijnse symbolen. Hij verkreeg bekendheid doordat zijn werk diverse keren te zien was internationale exposities. Zo was hij de ontwerper van de poort van het Wallace Field tijdens de Philippine International Fair in 1953 en was hij de architect van het Filipijns paviljoen op de wereldtentoonstelling van 1964. Dit paviljoen viel op door het dak dat veel weg had van een salakot, een traditionele Filipijnse hoed met brede rand. Ook kreeg hij van first lady Imelda Marcos de opdracht om het Metropolitan Theater, ontworpen door zijn oom Juan Arellano, te restaureren.
Arellano kwam in 1981 op 65-jarige leeftijd om het leven toen zijn huis aan Arellano Street afbrandde. Bij deze brand kwamen ook zijn vrouw Liwayway Almario, zijn dochter Citas en een dienstmeisje om het leven. Zoon Deogracias, die in de kelder van het huis woonde, overleefde samen met zijn gezin de brand. Naast Citas en Deogracias kregen Arellano en zijn vrouw nog een zoon en twee dochters, onder wie kunstenares Agnes Arellano.